# Truman Head

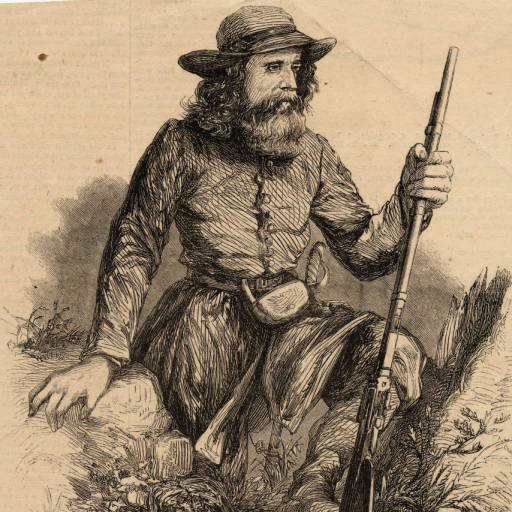
California Joe com rifle Sharps comprado por ele (1861-1865 circa).

Truman Head (1809 Condado de Otsego, Nova York — 24 de novembro de 1875 São Francisco, Califórnia), comumente conhecido como "California Joe", foi um soldado, membro famoso do 1st United States Sharpshooters durante a Guerra Civil Americana. Ele serviu sob comando do inventor Coronel Hiram Berdan.